# Em. Bærentzen & Co.
Em. Bærentzen & Co(mp). eller Em. Bærentzen's lithographiske Institut var en dansk grafisk virksomhed i København, der var en pionér inden for stentryk (litografi). Virksomheden blev grundlagt ca. 1837/39 af Emilius Ditlev Bærentzen (1799-1868). I 1874 indgik firmaet i Det Hoffensbergske Etablissement.
Bærentzen oprettede i forening med grosserer Henrik Leonhard Danchell (1802-1871), som dengang havde en voksdugsfabrik, i 1837/39 et stentrykkeri i København under firma Em. Bærentzen & Co.'s lithografiske Institut, hvorfra der er udgået en talrig række virkelig kunstnerisk udførte litografiske arbejder, og mange duelige yngre kunstnere fandt sysselsættelse der for kortere eller længere tid. Stentrykkeriet gik allerede i 1843 fra Danchells hænder over i grosserer Winnings, og 1845 udtrådte ligeledes Bærentzen. Med sit betydelige forlag blev det i 1856 afhændet til gehejmeetatsråd J.P. Trap og litograf Adolph Bull og var en kort tid efter Bulls død (1874) udelukkende den førstnævntes ejendom, fra hvem det gik over til hans søn, der i september 1874 indlemmede det i firmaet Hoffensberg, Jespersen og Fr. Trap.
Blandt instituttets større arbejder kan nævnes Portefeuillens lithografiske Bilag, Pantheon, Samling af berømte danske Mænd og Kvinder I—III med tekst af J.P. Trap, Danmark i Billeder, Frederiksborg i seks store farvetryk, Danske Mindesmærker, udgivne af et selskab, Danmark i Billeder fra Land og Sø i farvetryk og m.m.
Prospecter af danske Herregaarde blev påbegyndt af Em. Bærentzens institut, men fuldført af I.W. Tegner & Kittendorff.